# Dieter Hayde
Dieter Hayde (* 25. September 1942; † 23. Mai 2017) war ein österreichischer Architekt.

## Leben und Wirken

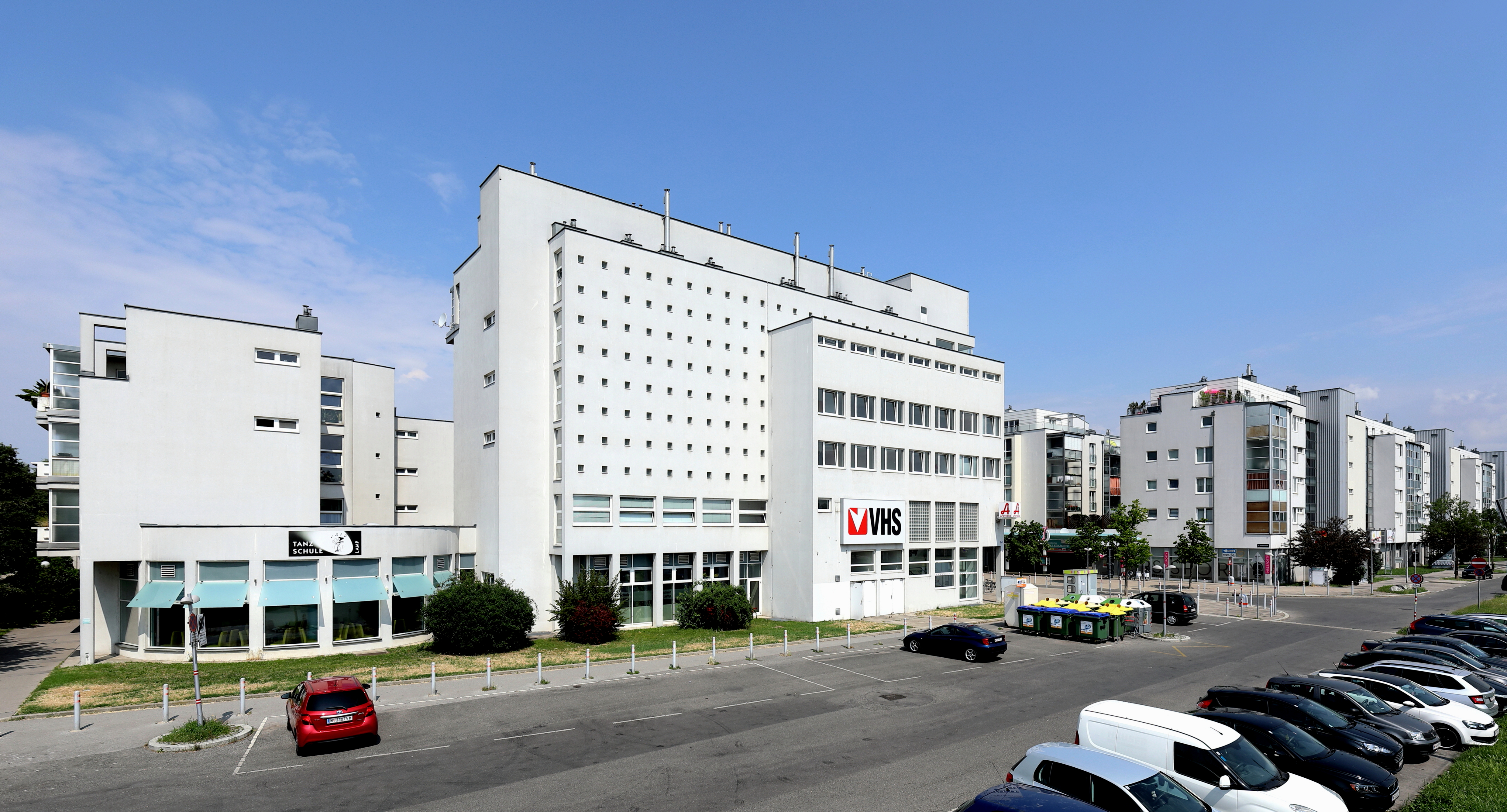
Gemeindebau Brünner Str. 219–221 (mit Kurt Hlaweniczka und Sepp Frank)

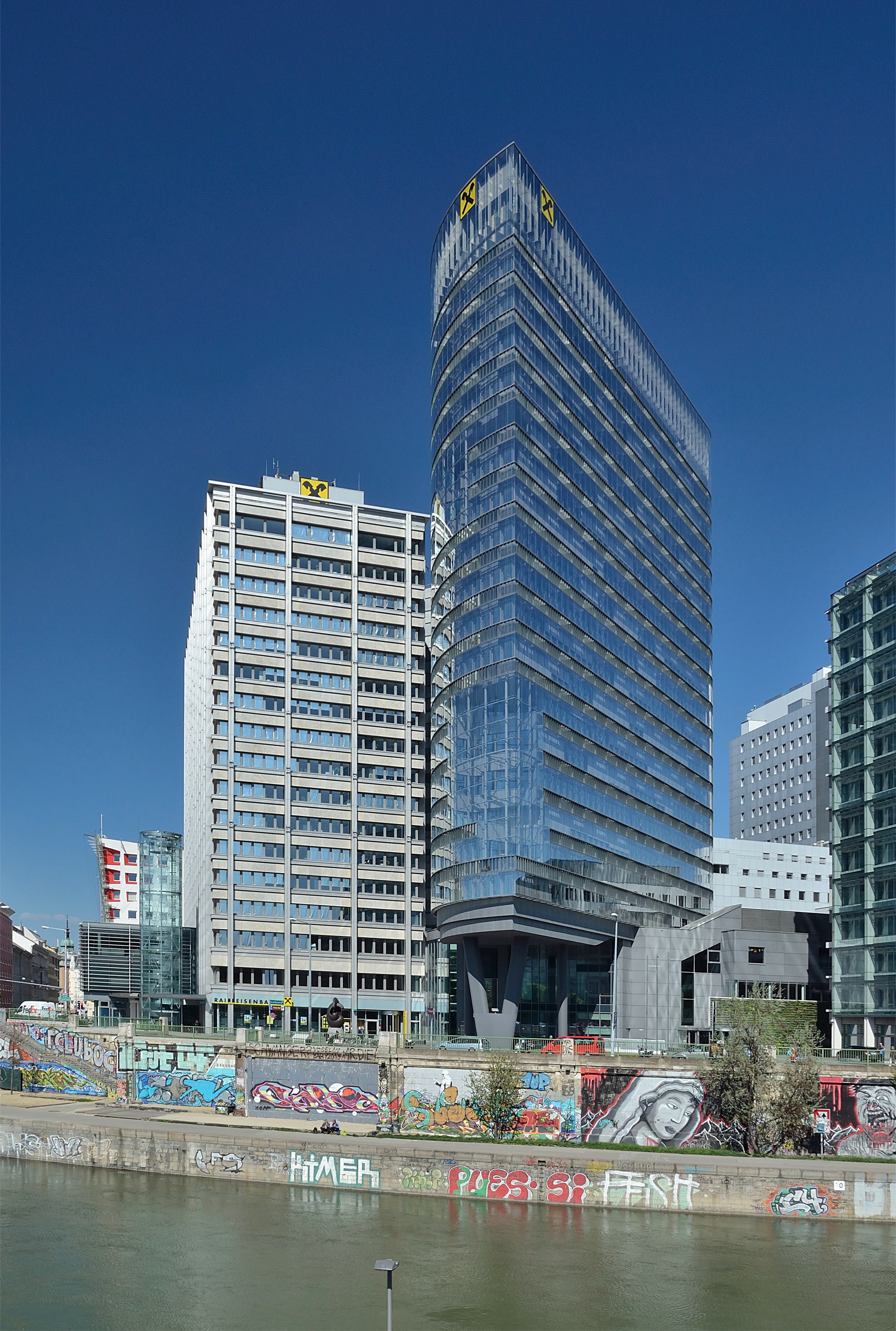
Raiffeisen Tower (mit Ernst Maurer und Radovan Tajder)

Hayde studierte bei Professor Rudolf Wurzer an der Technischen Universität Wien und arbeitete bereits während des Studiums am Institut für Stadtplanung. Seine berufliche Laufbahn begann im Architekturbüro von Kurt Hlaweniczka. Als Büropartner war er unter anderem bei der Überbauung des Franz-Josefs-Bahnhofs in Wien mitverantwortlich. Im Jahr 1994 machte er sich selbstständig und eröffnete sein eigenes Architekturbüro, das seit 2014 als „HD Architekten ZT GmbH“ firmiert. Mit diesem hat er eine Vielzahl unterschiedlicher Bauaufgaben wie Wohn- und Bürohäuser, Infrastrukturbauten und städtebauliche Planungen ausgeführt. Zu den bedeutendsten Arbeiten zählt das Raiffeisen-Holding Hochhaus am Donaukanal (2013 eröffnet), das er gemeinsam mit dem Architekten Ernst Maurer plante und weltweit das erste Passiv-Bürohochhaus war.
Hayde hat sich auch viele Jahre in der Architektenkammer engagiert und die Stadt Wien als Mitglied des Fachbeirates für Stadtplanung und Stadtgestaltung beraten.
Um 2015 herum über gab er die Firmenleitung seines Architekturbüros „HD Architekten ZT GmbH“ an seinen Sohn Thomas Hayde, der Anfang 2024 aus dem Architekturbüro ausschied.

## Ausgewählte Werke
- die Wohnhausanlage der Stadt Wien, Brünner Straße 219–221, gemeinsam mit Sepp Frank und Kurt Hlaweniczka (1992–1995)[3]
- der Umbau des Vienna Hilton Complex in Wien 3, unter der künstlerischen Oberleitung von Hans Hollein (2003/04)[3]
- die „Wohnbase“ Döbling in Wien 19, Gallmayergasse (2004–2007)[3]
- das Diana Bürohochhaus und Erlebnisbad in Wien 2, Lilienbrunngasse 7–9 (1997–2000)[3]
- die „Welle am Stadtpark“ (mit Hans Hollein), 2008[7]